# Brasil no Campeonato Mundial de Ginástica Artística
O Brasil disputa o Campeonato Mundial de Ginástica Artística desde a edição de 1978 do torneio. O órgão regulador da ginástica no Brasil é a Confederação Brasileira de Ginástica (CBG), criada em 1978, que seleciona atletas para competir em competições oficiais da FIG, incluindo o Campeonato Mundial de Ginástica Artística.
No Campeonato Mundial de 2001 em Gante, na Bélgica, Daniele Hypólito se tornou a primeira medalhista mundial brasileira ao conquistar a medalha de prata no solo. Na edição de 2003 em Anaheim, Califórnia, Daiane dos Santos se tornou a primeira campeã mundial brasileira ao vencer a prova de solo. Diego Hypólito se tornou o primeiro brasileiro medalhista e campeão mundial na ginástica artística masculina na edição de 2005 em Melbourne, Austrália, ao conquistar o ouro no solo.

## Medalhistas
| Medalha | Nome                                                                                         | Ano             | Evento                    |
| ------- | -------------------------------------------------------------------------------------------- | --------------- | ------------------------- |
| Prata   | Daniele Hypólito                                                                             | Gante 2001      | Solo feminino             |
| Ouro    | Daiane dos Santos                                                                            | Anaheim 2003    | Solo feminino             |
| Ouro    | Diego Hypólito                                                                               | Melbourne 2005  | Solo masculino            |
| Prata   | Diego Hypólito                                                                               | Aarhus 2006     | Solo masculino            |
| Ouro    | Diego Hypólito                                                                               | Stuttgart 2007  | Solo masculino            |
| Bronze  | Jade Barbosa                                                                                 | Stuttgart 2007  | Individual geral feminino |
| Bronze  | Jade Barbosa                                                                                 | Rotterdam 2010  | Salto feminino            |
| Prata   | Arthur Zanetti                                                                               | Tóquio 2011     | Argolas                   |
| Bronze  | Diego Hypólito                                                                               | Tóquio 2011     | Solo masculino            |
| Ouro    | Arthur Zanetti                                                                               | Antuérpia 2013  | Argolas                   |
| Prata   | Arthur Zanetti                                                                               | Nanquim 2014    | Argolas                   |
| Bronze  | Diego Hypólito                                                                               | Nanquim 2014    | Solo masculino            |
| Prata   | Arthur Zanetti                                                                               | Doha 2018       | Argolas                   |
| Ouro    | Arthur Mariano                                                                               | Stuttgart 2019  | Barra fixa                |
| Ouro    | Rebeca Andrade                                                                               | Kitakyushu 2021 | Salto feminino            |
| Prata   | Rebeca Andrade                                                                               | Kitakyushu 2021 | Barras assimétricas       |
| Ouro    | Rebeca Andrade                                                                               | Liverpool 2022  | Individual geral feminino |
| Bronze  | Rebeca Andrade                                                                               | Liverpool 2022  | Solo feminino             |
| Bronze  | Arthur Mariano                                                                               | Liverpool 2022  | Barra fixa                |
| Prata   | Rebeca Andrade, Jade Barbosa, Lorrane Oliveira, Flávia Saraiva, Júlia Soares, Carolyne Pedro | Antuérpia 2023  | Equipes femininas         |
| Prata   | Rebeca Andrade                                                                               | Antuérpia 2023  | Individual geral feminino |
| Ouro    | Rebeca Andrade                                                                               | Antuérpia 2023  | Salto feminino            |
| Bronze  | Rebeca Andrade                                                                               | Antuérpia 2023  | Trave                     |
| Prata   | Rebeca Andrade                                                                               | Antuérpia 2023  | Solo feminino             |
| Bronze  | Flávia Saraiva                                                                               | Antuérpia 2023  | Solo feminino             |

Fonte: 

## Quadro de medalhas

### Por gênero
| Gênero    | Ouro | Prata | Bronze | Total |
| --------- | ---- | ----- | ------ | ----- |
| Feminino  | 4    | 5     | 5      | 14    |
| Masculino | 4    | 4     | 3      | 11    |

### Por evento
| Evento                    | Ouro | Prata | Bronze | Total |
| ------------------------- | ---- | ----- | ------ | ----- |
| Solo masculino            | 2    | 1     | 2      | 5     |
| Salto feminino            | 2    | 0     | 1      | 3     |
| Argolas                   | 1    | 3     | 0      | 4     |
| Solo feminino             | 1    | 2     | 2      | 5     |
| Individual geral feminino | 1    | 1     | 1      | 3     |
| Barra fixa                | 1    | 0     | 1      | 2     |
| Barras assimétricas       | 0    | 1     | 0      | 1     |
| Equipes femininas         | 0    | 1     | 0      | 1     |
| Trave                     | 0    | 1     | 0      | 1     |

### Por atleta
| Atleta            | Ouro | Prata | Bronze | Total |
| ----------------- | ---- | ----- | ------ | ----- |
| Rebeca Andrade    | 3    | 4     | 2      | 9     |
| Diego Hypólito    | 2    | 1     | 2      | 5     |
| Arthur Zanetti    | 1    | 3     | 0      | 4     |
| Arthur Mariano    | 1    | 0     | 1      | 2     |
| Daiane dos Santos | 1    | 0     | 0      | 1     |
| Jade Barbosa      | 0    | 1     | 2      | 3     |
| Flávia Saraiva    | 0    | 1     | 1      | 2     |
| Carolyne Pedro    | 0    | 1     | 0      | 1     |
| Daniele Hypólito  | 0    | 1     | 0      | 1     |
| Júlia Soares      | 0    | 1     | 0      | 1     |
| Lorrane Oliveira  | 0    | 1     | 0      | 1     |

## Participantes

### Masculino
- 1978: Gilmárcio Sanches, Hélio Araújo, João Francisco Levy, João Luís Ribeiro, Mário Thomaz, Ulisses Schlosser
- 1979: Gilmárcio Sanches, Hélio Araújo, João Francisco Levy, João Luís Ribeiro, Luís Tadeu Braga, Reinaldo Calinsque
- 1981: Fernando Moreira, Gilmárcio Sanches, João Francisco Levy, João Luís Ribeiro, João Machado, Pedro Ruhs
- 1983: Carlo Sabino, Gerson Gnoatto, Gilmárcio Sanches, Guilherme Pinto, João Luís Ribeiro, Pedro Ruhs
- 1985: Carlos Fulcher, Guilherme Pinto, João Francisco Levy, Marcos Monteiro, Pedro Ruhs, Ricardo Nassar
- 1987: Carlo Sabino, Carlos Fulcher, Gerson Gnoatto, Guilherme Pinto, Marcos Monteiro, Ricardo Nassar
- 1989: Adriano Engelke, André Ortale, Carlo Sabino, Marcos Monteiro, Ricardo Nassar
- 1991: Adriano Engelke, André Monteiro, Genaro Severino, Gilberto Figueira, Irano Carvalho, Marco Monteiro
- 1992: Gilberto Figueira, José Mário Barbuto, Marco Monteiro
- 1994: Gilberto Figueira, José Mário Barbuto, Kléber Sato, Marco Monteiro
- 1995: Heron Bambirra, José Mário Barbuto, Marco Monteiro
- 1996: César Jardim, Cristiano Albino, Felippe Mendonça, Gustavo Barreto, Marco Monteiro, Roger Medina
- 1997: Charley Malewschik, Heron Bambirra, Mosiah Rodrigues
- 1999: Charley Malewschik, Kléber Sato, Mosiah Rodrigues
- 2001: Charley Malewschik, Danilo Nogueira, Maximiliano Monte, Michel Conceição, Mosiah Rodrigues, Vitor Camargo
- 2002: Diego Hypólito, Gustavo Lobo, Mosiah Rodrigues, Victor Rosa
- 2003: Danilo Nogueira, Diego Hypólito, Michel Conceição, Mosiah Rodrigues, Victor Rosa, Vitor Camargo
- 2005: Adan Santos, Danilo Nogueira, Diego Hypólito, Mosiah Rodrigues
- 2006: Caio Costa, Diego Hypólito, Luiz Anjos, Michel Conceição, Mosiah Rodrigues, Victor Rosa
- 2007: Arthur Zanetti, Danilo Nogueira, Diego Hypólito, Luiz Anjos, Mosiah Rodrigues, Victor Rosa
- 2009: Arthur Zanetti, Caio Costa, Diego Hypólito, Mosiah Rodrigues, Sérgio Sasaki, Victor Rosa
- 2010: Danilo Nogueira, Felipe Polato, Francisco Barretto Júnior, Mosiah Rodrigues, Pericles Silva, Sérgio Sasaki
- 2011: Arthur Zanetti, Diego Hypólito, Francisco Barretto Júnior, Pericles Silva, Petrix Barbosa, Sérgio Sasaki
- 2013: Arthur Nory, Arthur Zanetti, Diego Hypólito, Francisco Barretto Júnior, Pericles Silva, Sérgio Sasaki
- 2014: Arthur Nory, Arthur Zanetti, Diego Hypólito, Francisco Barretto Júnior, Lucas Bitencourt, Sérgio Sasaki
- 2015: Arthur Nory, Arthur Zanetti, Caio Souza, Diego Hypólito, Francisco Barretto Júnior, Lucas Bitencourt
- 2017: Arthur Nory, Arthur Zanetti, Caio Souza
- 2018: Arthur Nory, Arthur Zanetti, Caio Souza, Francisco Barretto Júnior, Lucas Bitencourt
- 2019: Arthur Nory, Arthur Zanetti, Caio Souza, Francisco Barretto Júnior, Lucas Bitencourt
- 2021: Arthur Nory, Arthur Zanetti, Caio Souza
- 2022: Arthur Nory, Caio Souza, Diogo Soares, Lucas Bitencourt, Yuri Guimarães Reserva: Patrick Sampaio
- 2023: Arthur Nory, Bernardo Actos, Diogo Soares, Patrick Sampaio, Yuri Guimarães Reserva: Arthur Zanetti

### Feminino
- 1978: Lilian Carrascoza, Maria Cristina Coutinho, Silvia dos Anjos, Cláudia Magalhães, Marian Fernandes, Gisele Radomsky
- 1979: Silvia dos Anjos, Lilian Carrascoza, Marian Fernandes, Cláudia Magalhães, Jacqueline Pires, Altair Prado
- 1981: Danilce Campos, Lilian Carrascoza, Carine Leão, Cláudia Magalhães, Jacqueline Pires, Altair Prado
- 1983: Danilce Campos, Marian Fernandes, Tatiana Figueiredo, Cláudia Magalhães, Jacqueline Pires, Altair Prado
- 1985: Marian Fernandes, Tatiana Figueiredo, Elena Fournogerakis, Vanda Oliveira, Jacqueline Pires, Altair Prado
- 1987: Marian Fernandes, Tatiana Figueiredo, Vanda Oliveira, Luisa Parente, Priscilla Steinberger, Margaret Yada
- 1989: Adriane Andrade, Anna Fernandes, Anna Paula Luck, Daniela Mesquita, Luisa Parente, Margaret Yada
- 1991: Debora Biffe, Marina Fagundes, Anna Fernandes, Luisa Parente
- 1992: Debora Biffe, Viviane Cardoso, Luisa Parente
- 1993: Soraya Carvalho
- 1994: Silvia Mendes, Adriana Silami, Leticia Ishii
- 1995: Soraya Carvalho, Beatriz Degani, Mariana Gonçalves, Leticia Ishii, Liliane Koreipasu, Beatrice Martins, Melissa Sugimote
- 1996: Soraya Carvalho, Beatrice Martins, Leticia Ishii, Mariana Gonçalves
- 1997: Patricia Aoki, Mariana Gonçalves
- 1999: Heine Araújo, Camila Comin, Marilia Gomes, Daniele Hypólito, Stefani Salani, Daiane dos Santos
- 2001: Heine Araújo, Coral Borda, Camila Comin, Daniele Hypólito, Stefani Salani, Daiane dos Santos
- 2002: Camila Comin, Daniele Hypólito, Caroline Molinari
- 2003: Camila Comin, Daniele Hypólito, Caroline Molinari, Ana Paula Rodrigues, Daiane dos Santos, Laís Souza
- 2005: Camila Comin, Daniele Hypólito, Daiane dos Santos
- 2006: Camila Comin, Bruna da Costa, Daniele Hypólito, Daiane dos Santos, Juliana Santos, Laís Souza
- 2007: Jade Barbosa, Khiuani Dias, Daniele Hypólito, Daiane dos Santos, Ana Cláudia Silva, Laís Souza
- 2009: Bruna Leal, Khiuani Dias, Ethiene Franco, Priscila Cobello
- 2010: Jade Barbosa, Priscila Cobello, Ethiene Franco, Adrian Gomes, Daniele Hypólito, Bruna Leal Reserva: Gabriela Soares
- 2011: Jade Barbosa, Adrian Gomes, Daniele Hypólito, Bruna Leal, Daiane dos Santos, Ana Cláudia Silva Reserva: Priscila Cobello
- 2013: Letícia Costa, Daniele Hypólito
- 2014: Letícia Costa, Isabelle Cruz, Daniele Hypólito, Maria Cecília Cruz, Mariana Oliveira, Julie Sinmon Reserva: Mariana Valentin
- 2015: Jade Barbosa, Daniele Hypólito, Thauany Lee, Letícia Costa, Flávia Saraiva, Lorrane Oliveira Reserva: Lorenna Antunes
- 2017: Rebeca Andrade, Thais Fidelis
- 2018: Jade Barbosa, Rebeca Andrade, Thais Fidelis, Flávia Saraiva, Lorrane Oliveira Reserva: Anna Júlia Reis
- 2019: Jade Barbosa, Letícia Costa, Thais Fidelis, Flávia Saraiva, Lorrane Oliveira Reserva: Isabel Barbosa
- 2021: Rebeca Andrade
- 2022: Rebeca Andrade, Flávia Saraiva, Lorrane Oliveira, Júlia Soares, Carolyne Pedro Reserva: Christal Bezerra
- 2023: Rebeca Andrade, Flávia Saraiva, Lorrane Oliveira, Júlia Soares, Jade Barbosa Reserva: Carolyne Pedro

## Medalhistas do Mundial Juvenil
| Medalha | Neme         | Ano       | Evento  |
| ------- | ------------ | --------- | ------- |
| Prata   | Diogo Soares | Győr 2019 | Argolas |